# Cognocoli-Monticchi
Cognocoli-Monticchi är en kommun i departementet Corse-du-Sud på ön Korsika i Frankrike. Kommunen ligger  i kantonen Santa-Maria-Siché som tillhör arrondissementet Ajaccio. År 2022 hade Cognocoli-Monticchi 174 invånare.

## Befolkningsutveckling
Antalet invånare i kommunen Cognocoli-Monticchi
Referens:INSEE